# Bernhard Hederich
Bernhard Hederich (* 1533 in Freiberg; † 1605 in Schwerin) war ein deutscher Chronist Mecklenburgs, Pädagoge, lateinischer Dichter und lateinischer Grammatiker.

## Leben
Nach dem Besuch der Fürstenschule in Meißen studierte er seit 1549 an der Universität Wittenberg und wurde 1557 als Protektor an die Fürstenschule Schwerin berufen. Nach dem Tod von Mathias Marcus Dabercusius wurde er als sein Schwiegersohn dort Rektor der Einrichtung und verhalf dieser zu einer enormen Entwicklung bis zu seinem Lebensende.
Hederich verfasste 1578 eine lateinische Grammatik und einige Schulbücher. Zudem hatte er sich auf dem Gebiet der Geschichtswissenschaften bewegt, wozu er 1598 in Rostock seine „Schwerinische Cronica“ herausgab und dem Buch 1605 in Rostock seine Meggalopolis divisa et reunita etc. folgen ließ. Zudem hatte er lateinische Gedichte hinterlassen und ein Manuskript über die Bischöfe von Schwerin.